# Metropolia Akra
Metropolia Akra – jedna z 4 metropolii kościoła rzymskokatolickiego w Ghanie. Została ustanowiona 6 lipca 1992.

## Diecezje
- Archidiecezja Akra
  - Diecezja Ho
  - Diecezja Jasikan
  - Diecezja Keta – Akatsi
  - Diecezja Koforidua

## Metropolici
- Dominic Kodwo Andoh (1992-2005)
- Gabriel Charles Palmer-Buckle (2005-2018)
  - sede vacante (od 5 maja 2018 do 2 stycznia 2019)
- John Bonaventure Kwofie (od 2019)